# Sočica
Sočica (en serbe cyrillique : Сочица ; en roumain : Sălcița ; en hongrois : Temesszőlős) est un village de Serbie situé dans la province autonome de Voïvodine. Il fait partie de la municipalité de Vršac dans le district du Banat méridional. Au recensement de 2011, il comptait 124 habitants.

## Démographie

### Évolution historique de la population
| 1948 | 1953 | 1961 | 1971 | 1981 | 1991 | 2002 | 2011 |
| ---- | ---- | ---- | ---- | ---- | ---- | ---- | ---- |
| 654  | 618  | 595  | 470  | 340  | 291  | 170  | 124  |

|  |